# فرانسیسکو د الیزا

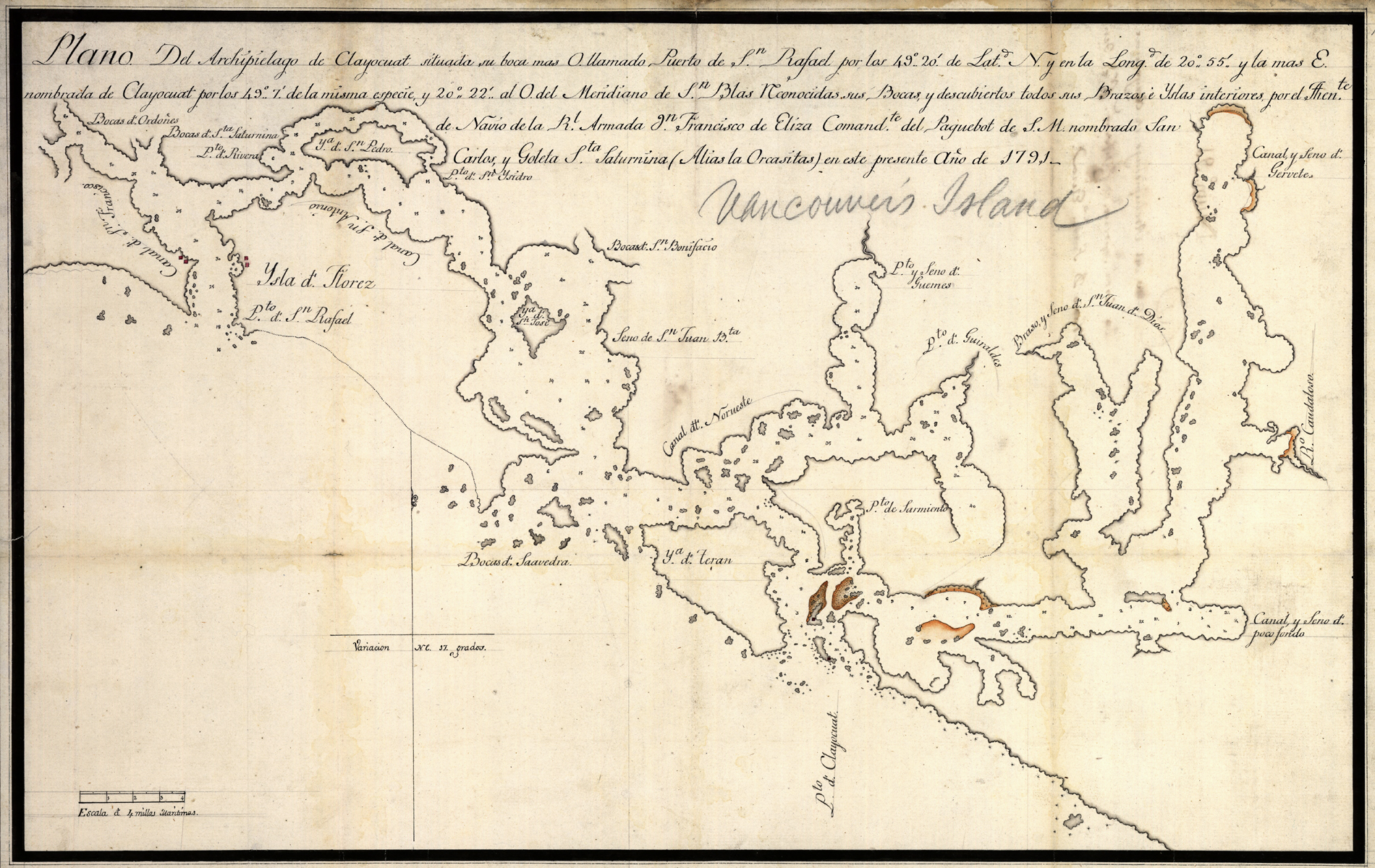
نقشه مجمع‌الجزایر کلاوکوئوت، توسط فرانسیسکو الیزا در مسافرت سال ۱۷۹۱ او تهیه شد.

فرانسیسکو د الیزا ایی رونتا (Francisco de Eliza y Reventa) (زادهٔ ۱۷۵۹ – در گذشتهٔ ۱۹ فوریه ۱۸۲۵)، افسر نیروی دریایی، ناوبر و کاوشگر اسپانیایی بود. از او بیشتر به دلیل کارش در شمال غربی آرام یاد می‌کنند. او فرماندهٔ پایگاه اسپانیا در نوتکا ساند واقع در جزیره ونکوور بود و چندین سفر دریایی اکتشافی در منقطه از جمله تنگه خوان دی فوکا و تنگه جورجیا را رهبری می‌کرد.

## اوایل زندگی
فرانسیسکو د الیزا در سال ۱۷۵۹ در ال پوئرتو د سانتاماریا، اسپانیا چشم به جهان گشود. او پس از فارغ‌التحصیلی از کالج سلطنتی de Guardiamarinas در کادیس، در سال ۱۷۷۳ وارد نیروی دریایی اسپانیا شد. وی در سال ۱۷۷۵، در لشکرکشی اسپانیا به الجزیره، خدمت کرد. او در سال ۱۷۸۰ به آمریکا اعزام شد و بعدها در جریان محاصره پنساکولا، فلوریدا در دوران انقلاب آمریکا، شرکت کرد.

## شمال غربی آرام

### نوتکا ساند
در سال ۱۷۸۹، الیزا و چند تن از افسران دیگر، از سوی خوان فرانسیسکو دی لا بودگا ی کوادرا برای خدمت در سان بلاس- ایستگاه دریایی در سواحل غربی مکزیک که بعدها بخشی از اسپانیای جدید شد-انتخاب شدند. بودگا ی کوادرا فرماندهٔ جدید (تازه به سمت رسیده) سان بلاس بود. ادارهٔ نیروی دریایی سان بلاس مسئولیت پشتیبانی و کاوش در سواحل شمال مکزیک، ازجمله آلتا کالیفرنیا و شمال غرب آرام تا جنوب آلاسکا را برعهده داشت. نایب‌السلطنه اسپانیای جدید، خوان ویسنته دو گومس، دومین کنت رویلاگیگدو (Revillagigedo)، ایزا را به فرماندهی یک هیئت اعزامی برای اشغال مجدد مقر اسپانیا در نوتکا ساند واقع در جزیره ونکوور منصوب کرد. این پایگاه مرزی که اسپانیایی‌ها آن را سانتا کروز د نوکا می‌نامیدند، در سال ۱۷۸۹ توسط استبان خوزه مارتینز تأسیس شد و سپس در اکتبر همان سال، پس از «حادثه نوتکا» موسوم به بحران نوتکا که باعث ایجاد یک بحران بین‌المللی میان اسپانیا و بریتانیا شد، متروکه شد.
کارلوس چهارم، پادشاه اسپانیا، فرمان سلطنتی ۱۴ آوریل ۱۷۸۹ را صاد کرد که به موجب آن استقرار در نوتکا ساند باید «با احترام و متانت» صورت گیرد. هم پادشاه، هم نایب‌السلطنه Revillagigedo و هم بودگا ی کوادرا از متروکه شدن پایگاه در نوتکا تا دسامبر ۱۷۸۹، زمانی که مارتینز به سان بلاس رسید، بی‌اطلاع بودند. سفر گروهی الیزا برای تسلی مارتینز در نوتکا به سفری برای اشغال مجدد مقر و ایجاد یک سکونتگاه دائمی تبدیل شد.
الیزا برای فرماندهی کشتی‌های Concepción سن کارلوس و پرنسسا رئال (کشتی بریتانایی سابق با نام پرنسیس رویال) که در سوم آوریل ۱۷۹۰ وارد شدند، به‌سوی نوتکا ساند حرکت کرد. هنگامی که آنها وارد نوتکا ساند شدند، هیچ اروپایی را در آنجا نیافتند. اسپانیایی‌ها به مدت چند سال، ادعاهای اراضی خود نسبت به شمال غرب آرام به همراه نوتکا ساند را داشتند، فرانسیسکو الیزا و سایر فرماندهان اسپانیایی نقش مهمی را در این خصوص ایفا کردند. افزون بر خدمه این سه کشتی، هیئت اعزامی الیزا شامل ۷۶ سرباز از گروهان آزاد داوطلبان کاتالونیا، تحت فرماندهی پروه دالبرنی بودند. این افراد قلعه کوچک و بناهای مختلف ساختند، باغ درست کردند و گروه‌های کاوشگری را سازماندهی کردند. این پایگاه، بر روی یک خلیج کوچک در داخل نوتکا ساند به نام خلیج فرندلی با نام انگلیسی Friendly Cove و نام اسپانیایی Puerto de la Santa Cruz de Nuca ساخته شد. در برخی از نقشه‌های اسپانیایی با نام Cala de Los Amigos نشان داده می‌شود که برگرفته از نام انگلیسی است. قلعهٔ کوچکی که توسط اسپانیایی‌ها ساخته شد، سن میگل نام داشت و در جزیرهٔ کوچکی در ورودی خلیج قرار داشت.
در می ۱۷۹۰، دو گروه کاوش از سوی الیزا اعزام شدند. سالوادور فیدالگو برای بازدید از پایگاه‌های مرزی روسی در آلاسکا به شمال سفر کرد، در حالی که مانوئل کویمپر تنگه خوان دی فوکا را بررسی کرد. خلبانِ کویمپر، گونزالو لوپز د هارو نام داشت. برخی از مکان‌های اصلی که در طول سفر گروهی کویمپر یافت شدند، عبارت از: خلیج نی، بندر اسکویمالت، ورودی ادمیرالتی، تنگه هارو، تنگه روزاریو، و گذرگاه دیپشن.
رابطهٔ میان اسپانیا و بومیان نوتکا پرتنش بود. سال قبل از ورود الیزا، کالیکوم رئیس نوتکا به دست اسپانیایی‌ها کشته شد. به محض اینکه حزب الیزا شروع به ساختن شهرک خود کردند، چندین برخورد خصمانه روی داد. در یک آن، ۵ تن از بومیان نوتکا کشته شدند. با وجود این، الیزا توانست روابط را تا حدودی بهبود بخشد. حد اقل چند تن از بومیان نوتکا با اسپانیایی‌ها دوست شدند و به آنها کمک کردند.
زمستان سال‌های ۱۷۹۰–۱۷۹۱ برای اسپانیایی‌های تحت فرماندهی الیزا سخت گذشت. کمبود غذای تازه منجر به شیوع بیماری اسکوربوت شد. در زمستان آن سال، ۹ نفر جان‌شان را از دست دادند و ۳۲ نفر دیگر به دلیل حال وخیم‌شان برای بهبود به کالیفرنیا ارجاع داده شدند.

### تنگه‌های جورجیا و خوان دی فوکا
بیشتر سفرهای دریایی اکتشافی در سال ۱۷۹۱ صورت می‌گرفت. در زمستان آن سال، اسپانیا به بریتانیای کبیر پیشنهاد داده بود که تنگه خوان دی فوکا می‌تواند مرز بین قلمرو اسپانیا و بریتانیا باشد. در صورت توافق، اسپانیا باید پایگاه نوتکا ساند را به محلی در جنوب تنگه منتقل کند. این امر، علاوه برنیاز به درک بیشتر از موقعیت جغرافیایی تنگه، نایب‌السلطنه اسپانیای جدید را بر آن داشت تا دستور سفر اکتشافی دیگر را، این بار به رهبری فرانسیسکو الیزا، صادر کند.
در اوایل می، الیزا فرماندهی سن کارلوس را به همراهی خوان پانتوژا و خوزه آنتونیو وردیا به عنوان خلبان اول و دوم، آغاز کرد. سن کارلوس با اسکونر (قایق) کوچکی نام سانتا ساتورنینا، با نام مستعارلا اورکاسیتاس و تحت فرماندهی خوزه ماریا نارواز، به همراهی خوان کاراسکوی خلبان، احاطه شد.
آنها به مدت سه هفته، تنگه را به سوی شمال طی کردند و بالاخره به جزیره تگزادا رسیدند و به آن نام «اسیلا د تگزادا» دادند. آنها ورودی‌های مختلفی را نشان کردند، حضور نهنگ‌ها الیزا را به این فکر درست انداخت که گذرگاه دیگری وجود دارد که به اقیانوس راه دارد. اگرچه ایده گذرگاه شمال غربی به سمت اقیانوس‌اطلس تا آن زمان بسیار غیرممکن می‌نمود، ورودی‌های تنگه جورجیا امیدها رو دوباره زنده کرد و همین منجر به سفر Dionisio Alcalá Galiano و Cayetano Valdes شد. نقشهٔ تقریبی تنگه جورجیا که در سفر به سانتا ساتورنینا تهیه شده بود، دهانه (چشمه) بزرگی را به سمت شرق نشان می‌داد. گزارش الیزا این‌طور بیان کرد که اگر هم گذرگاه شمال غربی وجود داشته باشد، باید در ادامهٔ این دهانه قرار داشته باشد. اسپانیایی‌ها نام این ورودی را «کانال فلوریدابلانکا» گذاشتند که بررسی دقیق آن در اولویت سفر گالیانو و والدس قرار گرفت. سرانجام مشخص شد که این کانال، دهانه رودخانه فریزر است. سانتا ساترنینا به قدری از ساحل دور بود که نمی‌شد زمین‌های کم ارتفاع (پایین‌تر از سطح دریا) را دید.
در آغاز سفر دریایی ناروای، سانتا ساتورنینا از خلیج ادمیرالتی، ورودی دریاراه پیوجت (پیوجت ساند) عبور کرد. ناروای دید که این یک کانال بزرگ است که به سمت جنوب منتهی می‌شود و پس از بازگشت از شمال قصد کاوش آن را داشت. اما تنگه جورجیا بزرگتر از حد انتظار بود و ناروای با کمبود غذا مواجه شد. ناروای باید مستقیم به پورت دیسکاوری بازمی‌گشت و بعد الیزا مشتاق شد به نوتکا ساند بازگردد و گزارشی در مورد تنگه جورجیا ارسال کند. اسپانیایی‌ها فرصت پیش دستی در کشف دریاراه پیوجت بریتانایی را از دست دادند که یک سال بعد در زمان جورج ونکوور کشف شد.
با گذشت زمان، الیزا بیشتر اعتبارش را از اکتشافات صورت گرفته و مکان‌های نام‌گذاری شده در طول سفر ۱۷۹۱ به دست آورد ولی او درواقع خودش هیچ کاوشی انجام نداد. بیشتر اعتبارها باید به خلبانانش ناروای، کاراسکو، پانتوجا، و وردیا اختصاص یابد.
زمستان سال‌های ۱۷۹۱ تا ۱۷۹۲ به آسانی گذشت. محموله‌های غذایی از مکزیک و کمک‌های نوتکاها به پایگاه کوچک الیزا کمک کرد تا زنده بماند.

## اواخر زندگی
در سال ۱۷۹۳، الیزا فرماندهی هیئت اعزامی را بر عهده داشت که سواحل کالیفرنیا را کشف کرد. از سال ۱۷۹۵ تا ۱۸۰۱، او فرمانده پایگاه دریایی در سن بلاس بود. او در سال ۱۸۰۳ به کادیز، اسپانیا منتقل شد.
الیزا به خدمت در نیروی دریایی اسپانیا ادامه داد. هنگامی که اسپانیا از سال ۱۸۰۸ تا ۱۸۱۴ توسط ناپلئون اشغال شد، الیزا تعدادی از پُست سیاسی در کادیز داشت.

## میراث
جزیره الیزا به احترام او نام‌گذاری شد.